# Mayurbhanj (district)
Mayurbhanj is een district van de Indiase staat Odisha. Het district telt 2.221.782 inwoners (2001) en heeft een oppervlakte van 1041 km².
Uit Mayurbhanj is de stammen- of krijgersdans Chhau afkomstig. Dit danstype heeft de aanbidding van Ganesha tot doel en er bestaan tegenwoordig drie types van. De dans in deze regio heet eenvoudigweg Mayurbhanj Chhau.
Angul · Balangir · Baleshwar · Bargarh · Bhadrak · Boudh · Cuttack · Debagarh · Dhenkanal · Gajapati · Ganjam · Jagatsinghpur · Jajpur · Jharsuguda · Kalahandi · Kandhamal · Kendrapara · Kendujhar · Khordha · Koraput · Malkangiri · Mayurbhanj · Nabarangpur · Nayagarh · Nuapada · Puri · Rayagada · Sambalpur · Subarnapur · Sundargarh